# جو بيشي
جوزيف فرانك بيشي (بالإيطالية: Joseph Frank Pesci)‏ (مواليد 9 فبراير1943) هو ممثل أمريكي من أصل صقلي، ولد بولاية نيوجيرسي، و قد عُرف بلعب أدوار لرجال العصابات كفيلم كازينو، غودفيلاز.

## بداية حياته
ولد جو بيشي في نيوارك بولاية نيو جيرسي، كان والده أنجيلو بيشي من أصول إيطاليةو كان يعمل سائق رافعة شوكية لشركة جنرال موتورزونادل في أحد المطاعم، ظهر جو بيشي في مسرحيات في نيويورك في السنة الخامسة من عمره. وفي ستينيات القرن العشرين عمل حلاقًا ليسير على خطى والدته.
قام بعمل أول أفلامه مع فرانك فنسنت عام 1975  ولكن ميزانيته كانت منخفضة فقرر الرجوع إلى البرونكس ليدير مطعمه. في عام 1980 مَثل أحد أدواره المهمة في فيلم الثور الهائج من بطولة روبرت دي نيرو و إخراج مارتن سكورسيزي، و قد فاز بيشي بجائزة بافتا لدوره في هذا الفيلم.
أما عن أفضل أدواره على الإطلاق فهو في غودفيلاز الذي فاز عن دوره في هذا الفيلم جائزة الأوسكار عن أفضل ممثل ثانوي. كما ترشح لجائزة الأوسكار لأفضل ممثل مساعد عن دوره لشخصية راسل بوفالينو في فيلم الأيرلندي

## روابط خارجية
- جو بيشي على موقع IMDb (الإنجليزية)
- جو بيشي على موقع ميتاكريتيك (الإنجليزية)
- جو بيشي على موقع الموسوعة البريطانية (الإنجليزية)
- جو بيشي على موقع روتن توميتوز (الإنجليزية)
- جو بيشي على موقع مونزينجر (الألمانية)
- جو بيشي على موقع ألو سيني (الفرنسية)
- جو بيشي على موقع ميوزك برينز (الإنجليزية)
- جو بيشي على موقع تيرنر كلاسيك موفيز (الإنجليزية)
- جو بيشي على موقع أول موفي (الإنجليزية)
- جو بيشي على موقع قاعدة بيانات الأفلام السويدية (السويدية)